# 广州市培正中学
廣州市培正中學是中国广东省广州市的一所中学，位于越秀区东山培正路，該校址原在1950年代之前歸屬、創立於1889年的培正中學，在1953年被更名為廣州市第七中學，而在1958年8月因創建廣州師範學院，而被遷廣州培道女子中學校址（女中時被改做第三十中學），兩校合併後原校培正中學消失。去到1962年培正原校址被廣州市教育局和僑委主導的僑光中學使用，而當局直接在1985年將原培正校址的僑光「復名」，而正式導致與廣州市第七中學的分離。現培正同學會遍佈全球各地。培正中學一直以來都是以「至善至正」作爲校訓。

## 校史

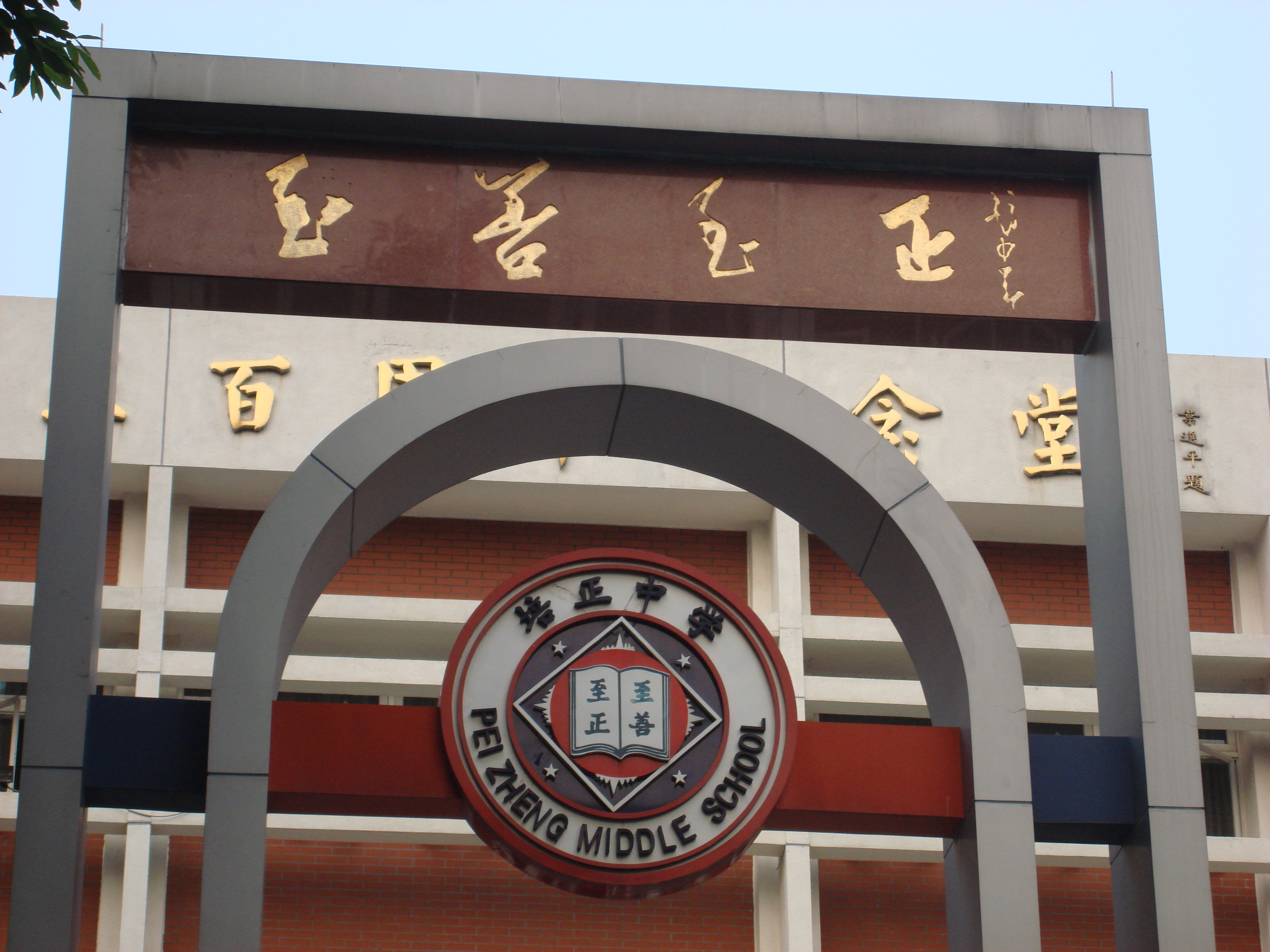
2009年之前曾長期使用的簡體中文及漢語拼音校徽（現已改用新版）

### 原校草創至固定校址
- 1889年11月28日，廣州浸信會中的華人牧師李濟良、馮景謙、廖德山等於德政街創辦基督教書院，定名「培正書院」，馮景謙任總理，成為廣州培正中學的雛型。
- 1890年正月十六日，啓館授課，以月租四元五角租得德政街房屋一所為院址，入學者44人。夏季時以房屋狹小，暑熱可畏，改遷大塘街。
- 1891年，遷校雅荷塘，學生自立祈禱會，鼓舞其同學。
- 1892年，是年海內外捐款略有增加，餘積較前稍丰，即購得南關珠光七約𢃇纜鋪一間，以作自建新校之準備。
- 1893年，貸款改建珠光里校舍，易名「培正書塾」。
- 1903年，清廷頒《奏定學堂章程》（即癸卯学制），為應時勢所需，籌備改制爲「學堂」，越二年正式稱「培正學堂」。
- 1905年，因經費短缺無法維持，於歲末宣告暂停辦學。
- 1906年，兩廣浸信會，會正（即主席）張立才提出維持培正案，舉行臨時募捐，籌得三千餘金。決議將珠光里潮音街華人宣道會變賣，將所得款項，購地於東山以建築新校；並爲養成師範人才，選派兩名學生赴日本留學。一時交易不成，乃變更計劃，停派留學，自辦師範，修業期間定爲十個月，旋即租下榨粉街房屋兩間為校舍，定名爲「羊城培正師範傳習所」，廖卓庵任所長，於七月十五日開課，收生50人。同年，創辦梧州市最早的學校梧州市培正學校。
- 1907年，收到海外教友及華僑捐款約四千元，即以此款作復興「培正」之用，先恢復停辦一年之小學，擇秉政街曹先賢祠爲临时校舍，正月開課，學生72人。六月三日，師範傳習所舉行畢業典禮。十月十日興建東山新校，即廣州市培正中學現址。
- 1908年六月，新校舍白課堂竣工，七月十五日遷入新校上課，教職員12人，學生95人。八月廿一日，假座東山福音廠舉行開幕典禮，由剛從美國返國的李錦綸任監督（即校長）。
- 1910年，學生110人，因中學人數不足，暫行停辦中學，僅辦二等，教職員13人。
- 1912年，中華民國成立，是年政府有更易學堂名號之令，改名「培正學校」，李錦綸任校長。
- 1914年，李錦綸赴美，楊元勳任校長。
- 1915年，因連年人數增加，開支浩大，而經費來源尚無把握，學校陷入嚴重財困。張立才和張新基發起「培正維持會」，召集向來關心培正者十餘人會議，席間張立才起言：「今日請君過來，是因有一絕大之事，即吾儕良友之培正，現在病在垂危，君儕應如何醫治之，或如何送往駟馬崗安葬？」舉座黯然，楊海峰向眾泣道曰：「寧我儕先培正而死，勿令培正死於我儕之手。」，眾大受感動，捐得一千六百元，恰夠維持。
- 1916年，續辦中學，得學生5人。
- 1918年，李錦綸回國復任中學監督（即校長）。翌年因政務繁重改聘黃啟明出任校長。得王國璇慨捐一萬七千元，建築宿舍一座，額曰「王廣昌寄宿舍」以紀念其父。（該樓以全竹筋灌注混凝土建成）
- 1919年，陳廣慶紀念飯堂落成。
- 1921年，中小學生人數增至680人。10月，兩廣浸會和會改「培坤女校」爲「培正女校」，中學二三年級女學生附讀男校，以節經費。
- 1922年8月，增辦師範班1班。楊元勳任中學校長，黃啟明任中、小學及師範班監督。
- 1923年5月，與培道協定，女校停辦，專辦小學，原有中學生移送培道，「培道蒙學」改稱「培正國民學校」，並接受其校址。
- 1924年，楊元勳仍任中學校長，鄺樂生為小學主任，吳寶靈為國民學校主任，王素波為女校主任，全校中小學男女學生合計1669人，教職員132人。古巴華僑紀念宿舍落成。
- 1925年，奉教育當局令，不列聖經爲課程，但宗教集會仍照常舉行。青年會會所落成。
- 1927年6月，國民政府令派黃啟明爲出席世界教育會議中國代表，並留美考察教育，溫耀斌代理中學主任一職。
- 1928年11月14日，奉教育廳令准予立案，旋即依照法令，更名爲「私立廣州培正中學」，小學、國民學校、女校各改稱「附屬高級小學」、「附屬初級小學」、「附屬女子小學」，黃啟明仍任校長。
- 1929年5月，校友聯誼日，決議改校友會爲「培正同學會」。美洲華僑紀念堂開幕。
- 1931年3月，備價承購西關永慶一巷原警察第十區署舊址，以開闢西關分校之用。1931年上學期西關分校籌備告成，招生開課，以麥會華爲主任。
- 1932年8月，黃啟明校長奉教育廳令，代表廣東省出席南京全國體育會議。同年，校務會議決議，開辦民眾夜校一所，輔導附近失學民眾，十月開課。
- 1933年，在香港何文田購地五萬餘方呎興建校舍，設香港培正小學。國內大學爲利便培正畢業生升學計，多有承認培正爲聯絡中學者，除嶺南、滬江、滬江、金陵、燕京、光華等大學前已承認外，本年複增加濟南齊魯大學及武昌華中大學。
- 1935年，增辦初中。
- 1936年正月，買受與中學運動場西南角毗連之芳園（現爲廣州培正同學會會址），增闢爲初中生宿舍。
- 1937年3月，同學會於文德路購得房屋一間爲會所。7月，蘆溝橋事變爆發，黃啟明校長率廣州培正中學員生由廣州遷到鶴山。
- 1938年，為逃避戰亂，廣州培正中學再遷至澳門，是為澳門培正中學之始。戰後，澳門培正遂成為澳門著名私立中學。香港分校初中部的新校舍也收容了部分廣州學生。
- 1939年4月16日，黃啟明逝世，17日大殮，奉移於香港分校，19日出殯，葬於九龍基督教墳場。鄺樂生任署理校長，同年聘楊元勳繼任校長。
- 1940年，香港分校增設高中部，但始終不忘在廣州復校。
- 1941年，會同培道女中，北上至粵湘桂三省視察，於粵北坪石鎮，聯合設立「培聯中學」。後又奉廣東省教育廳令，准予立案並定名為「私立廣州培正培道聯合中學」。太平洋戰爭爆發，香港培正中學被迫停辦，教職員多避往澳門，由澳分校收容分配工作。坪石分校則因返內地的香港學生太多致無法容納，故又在桂林增設「培聯」一間以資收容。
- 1945年1月，日軍沿粵漢路進攻粵北，坪石淪陷，員生經樂昌逃往湖南及廣西東部復校。抗戰勝利後，員生返廣東、廣西及港澳復校。趙恩賜仍任廣州校長。趙翌年辭職改馮棠任校長。香港培正暫借九龍塘學校校舍復課。翌年，駐港英軍發還校舍，學生人數漸增至千多人。因學校教育質素口碑良好，入讀率大增，香港分校、澳門分校和廣州主校均大肆進行擴建，共收生6300餘人，並分別更名為香港培正中學、澳門培正中學、廣州培正中學。
- 中華人民共和國成立後，廣州培正中学的文化格局雖然被當局多番修改，其他位於大陸的分校也不例外。但香港和澳門的培正聯校，以及其它的大陸分校仍以廣州培正為宗校。
- 1949年中國共產黨建政初期，入學人數激增，校舍頓感不足，校方便逐漸減少本地寄宿生而盡量多收海外、港澳學生。廣州培正中學亦開始不是香港培正中學和澳門培正中學的母校。
- 1950年，馮棠病逝，林瑞銘任校長。翌年發生印尼排華事件，許多被印尼政府驅逐出境或因家庭受迫害的華僑學生紛紛至培正就讀，校方特別為他們成立兩個華僑班以資收容。

### 被接管與遷培道
- 1953年，中央決定在全國教育系統中開展思想改造運動。當局稱：「培正因為過去與美帝及教會關係較密切，受資產階級思想影響較重，故首先在全市中學中被定為試點及重點，中共廣州市委派出以黃崧華、朱慕湛為正副隊長的「思改工作隊」進駐學校。在思改期間，每日上午仍繼續上課，下午與晚上進行「思想改造」。首先聽取黃崧華有關思改內容、政策及方式等的啟發報告，又學習有關文件和毛主席論教育及整風、思改的專論。經過一段聽報告及閱讀文件後，進行小組討論，互相啟發，然後逐個在小組中作自我檢查。小組不能通過的，則在聯組中再作個人檢查。有的還要在大組或全校教工中作檢查、交待。由於黃崧華、朱慕湛兩人對政策掌握正確，對教師們的啟發幫助非常耐心，故培正沒有出現教師因恐懼而自殺的現象。教師們都能較深刻地檢查及批判過去所受帝國主義、資產階級和封建主義的影響，思想認識有了較大的提高。」「思想改造運動」結束後不久，作為私立學校的培正在9月被充公，校名改為「廣州市第七中學」，廖晃欣任校長，黃振鵬和梁漢生任副校長。隨後，華南師院連續數年的物理等科畢業生教學實習均在培正，並由培正教師任輔導。鄰近的廣州培道女子中學在當年也被當局改為公校，原校名被改為「廣州市第二女子中學」。1956年7月，培道女中再被改名為「廣州市第三十中學」。
- 1958年8月，因市教育局需要在培正路二號廣州市第七中學（培正中學校址）開辦廣州師範學院，七中（現培正中學）遷入三十中（現七中校址，原址為培道女中），合併後改名「廣州師範學院附屬中學」，七中的教職員均轉移至三十中，至此原培正中學「消失」。

### 他校接手與另再重立
- 1962年7月，僑委創立僑光中學，市教育局和僑委合作，讓師範學院空出來的部分校舍暫時借予僑光中學使用（1962年正好廣東師範學院和廣州師範學院合併，所以多出一些校舍），後來整個原培正校園歸僑光中學使用。創立僑光中學的目的是安置1950年代末期在排華中返回中國大陸的歸國華僑的子女，中華人民共和國政府特地為他們設立的中學，中國大陸各地均有，是華僑補習學校性質。七中遷回原址的計劃受挫。
- 1966年文化大革命開始，僑光中學於6月被改名為「人民一中」，原培正圖書館職員周秉泉將圖書館內培正文物送省中山圖書館保存。七中亦同樣處於浩劫中，無法遷回原址。翌年，廣州教育工作停頓，軍宣隊和工宣隊進入學校。
- 1969年，僑光又被改名為「廣州市第五十七中學」，繼續佔用七中舊址（培正校址）。兩校實際均在農村分校上課，只留少數班級在原校。1976年文革結束後兩校返回原址上課，至1980年仍維持「七中」和「五十七中」原名。
- 1979年11月25日，在培正校址舉行90週年聯誼大會，恢復銀禧金禧加冕等傳統活動，各地校友及港澳兩校回來參加者達900餘人。
- 1980年12月，「廣州培正同學會」恢復，林恩光任社長，出版「廣州培正同學會成立紀念專刊」及「廣州培正同學會通訊錄」。12日，舉行同學日大會及同學會成立大會，參加人數800餘。
- 1982年，同學會恢復義學傳統，開辦「紅藍夜校」，由級社及個人捐資或贈送器材，林恩光任校長，於美洲堂上課，開設電腦班、英語班、打字班等。
- 1984年，市教育局便批准五十七中「接辦」培正，「復名」為培正中學，而原培正中學改名的七中卻不成功。當時七中曾建議：兩校合併為培正中學，培正原址為高中部，培道原址為初中部，但遭教育局拒絕。從此七中與培正被分離。
- 1994年，被評為廣州市先進單位和廣東省先進單位。
- 2009年，在港澳分校的干预下，廣州培正重新使用当年的粵式郵政式拼音校名（東山培正小學同時跟隨恢復[註 3]；西關培正小學於2014年開始替換原有的全漢語拼音校徽，使用省港澳樣式一致的新校徽；梧州培正學校在1993年複名后使用粵式郵政式拼音校名：台山培正學校在建校之始已使用粵式郵政式拼音校名），與港澳兩地培正英文名稱劃一，也恢復以粤语廣州話唱誦校歌。[1]呂超校長認為，該兩項舉措實乃恢襲120年來培正的傳統，英文校名本來就是拼粵音，而校歌填詞，乃以粵音為本，故以當地語音唱當地學校校歌更為貼切，但校方仍採用以普通話授課，以符合中國大陸的教育政策方針。

### 商標爭奪
1993年，為促成黃啟明故校長的遺願，將「培正」打造成幼稚園、小學、中學、大學一條龍的教育集團，在廣州培正中學董事會主导及全球各地培正校友大力支持下，興建私立培正商學院（今廣東培正學院）。建校初期，廣州培正中學的讓出6號樓、圖書館等作為培正商學院的課室。1996年花都校址落成，私立培正商學院整體搬遷。1999年，私立培正商學院主要負責人梁尚立（當時廣州培正中學董事會成員，亦為培正校友）在未有告知廣州培正中學董事會的情況下，於北京搶先註冊了「培正」的校名、校徽，並於2000年11月獲批准。此後十年間，廣州培正中學在全球培正校友的協助下經過多次訴訟於2011年取回商標。并在2011年由穗港澳三地培正組成“校名商標管理委員會”，共同管理「培正」商標。

## 学校标识

### 校色
校色分為紅色、藍色，学生们被称为“红蓝儿女”。
- 代表澎湃的熱情，火熱的心，特別是基督的愛心—感性。
- 代表冷靜機智，週到的思考和策劃，避免衝動和魯莽—理性。

### 校训
至善至正
- 「我所命爾之言，當聽而守之，致行爾　神耶和華所視為善為正者，而享福祉，爰及子孫，歷世靡暨。」（你要謹守聽從我所吩咐的一切話，行耶和華你  神眼中看為善,看為正的事，這樣，你和你的子孫就可以永遠幸福；申命記12章28節）
- 「耶和華乃善乃正，故以道示罪人兮。」（耶和華是良善正直的，所以他必指示罪人走正路；詩篇25篇8節）[6]

現今的廣州校方指：“至善至正”校训蕴涵着中华民族优秀文化传统之一：儒家思想的精华元素。其中，“至”在校训中可以理解为：一是有“最和极”的意思，最正与最善之事是培正人追求的目标。二可作“达到或追求”之解，只要是培正人，都要终身追求“善与正”，永不懈怠。而香港培正何世明故校長（牧師）昔日對本校同工講道時稱，培正有別於其他廣州基督教學校（他們的歷史都超過本校的110年），不是外籍傳教士創辦的，而是由浸信會華人平信徒和牧者結合創辦的。所以我們的校訓除了基督的教訓外，還有濃厚的儒家思想，像大學句「止於至善」就是了。因此我們的校訓有中、西文化合璧的意味。

### 校徽
廣州培正在2009年重新使用当年的粤拼校名PUI CHING，與港澳兩地培正英文名稱劃一。此前，香港校方用英文拼出廣州音，廣州則拼出普通話音（中共接管後），而澳門則用葡文拼音（实际和香港一样）。

### 校歌
荷蘭（原英國）作曲家亨利·利托尔夫作了一首《Concerto Symphonique No.3》，其中第四樂章Furioso開始由急促鋼琴和管弦樂競美下，引出管弦樂奏出雄壯培正校歌的旋律，隨後鋼琴用變奏方式將此旋律發揮下去，全部約長七分半鐘。作者從英國監獄逃了出來，得荷蘭庇護，所以就感激地將荷蘭國歌嵌進這段樂段，算是目前市上能獲得有關校歌完整旋律的唯一音樂。
這首國歌《尼德蘭人的血脈》是1815年的得獎作品，作為紀念1781年英荷北海海戰，作者為定居愛姆士特丹德人約翰·威廉·威爾姆斯，1815年被選為尼德蘭聯合王國國歌，1932年被廢。
目前三地學校一般只唱誦第二版校歌的第一段，港澳分校一直以廣州話唱誦。廣州培正在1984年獲當局復名後被換成了普通話，直至2009年才恢復廣州話。

## 級社
與香港、澳門培正學校一樣，廣州宗校本身也保留了級社制度的傳統，雖然廣州培正中學曾經在當地部門的影響下一度易名，這仍然沒有改變培正中學的傳統教育方式，傳統教學理念，而且在復名之後仍然有著當年輝煌卓越的成就，即使後來被港澳分校所超越，但是始終是文化底蘊比較深厚的良校。這裡是歷届級社的名稱，與港澳一樣，社名由穗、港、澳三地的培正學生投票決定，社旗由港、澳學生以習作方式輪流設計。設立級社的目的是要薪火相傳，並聯繫畢業後的舊生，使聚首一堂。
| - 1920年級 - 1921年級 - 1922年級 - 1923年級 - 1924 群社 - 1925 勵社 - 1926 奮志社 - 1927 會仁社 - 1928 樂群社 - 1929 集益社 - 1930 敬業社 - 1931 競社 - 1932 善群社 - 1933 奮社 - 1934 蔭社 - 1935 覺社 - 1936 翔社 - 1937 藝群社 - 1938 融社 - 1939 鵬社 - 1940 毓社 - 1941 磐社 | - 1942 斌社 - 1943 鋒社 - 1944 昭社 - 1945 毅社 - 1946 雁社 - 1947 虹社 - 1948 建社 - 1949 堅社 - 1950 弘社 - 1951 明社 - 1952 偉社 - 1953 誠社 - 1954 匡社 - 1955 忠社 - 1956 瑩社 - 1957 輝社 - 1958 銳社 - 1959 光社 - 1960 正社 - 1961 善社 - 1962 旭社 - 1963 真社 | - 1964 協社 - 1965 耀社 - 1966 皓社 - 1967 恆社 - 1968 仁社 - 1969 昇社 - 1970 謙社 - 1971 剛社 - 1972 賢社 - 1973 勤社 - 1974 基社 - 1975 昕社 - 1976 捷社/敏社 - 1977 傑社 - 1978 英社 - 1979 榮社 - 1980 穎社 - 1981 勁社 - 1982 駿社 - 1983 凱社 - 1984 智社 - 1985 博社 | - 1986 晶社 - 1987 德社 - 1988 曦社 - 1989 禮社 - 1990 騰社 - 1991 勇社 - 1992 義社 - 1993 學社 - 1994 頌社 - 1995 健社 - 1996 頤社 - 1997 啟社 - 1998 鷹社 - 1999 樂社 - 2000 展社 - 2001 慧社 - 2002 亮社 - 2003 信社 - 2004 雄社 - 2005 廉社 - 2006 禧社 - 2007 驁社 | - 2008 希社 - 2010 軒社 - 2011 迪社 - 2012 卓社 - 2013 翹社 - 2014 雋社 - 2015 哲社 - 2016 創社 - 2017 愛社 - 2018 臻社 - 2019 君社 - 2020 奕社 - 2021 盛社 - 2022 潔社 - 2023 悅社 - 2024 恩社 - 2025 安社 - 2026 超社 - 2027 崇社 - 2028 康社 - 2029 望社 |

註：年份指該社畢業年份。